# Annemarie Zimmermann
Annemarie Zimmermann (Lendersdorf, Renânia do Norte-Vestfália, 10 de junho de 1940) é uma ex-velocista alemã na modalidade de canoagem.

## Carreira
Foi vencedora das medalhas de Ouro em K-2 500 m em Tóquio 1964 e em Cidade do México 1968.